# Turilândia
Turilândia este un oraș în unitatea federativă Maranhão (MA), Brazilia.